# Homalotyloidea dahlbomii
Homalotyloidea dahlbomii är en stekelart som först beskrevs av John Obadiah Westwood 1837.  Homalotyloidea dahlbomii ingår i släktet Homalotyloidea och familjen sköldlussteklar. Arten är reproducerande i Sverige. Inga underarter finns listade i Catalogue of Life.